# Río Itata

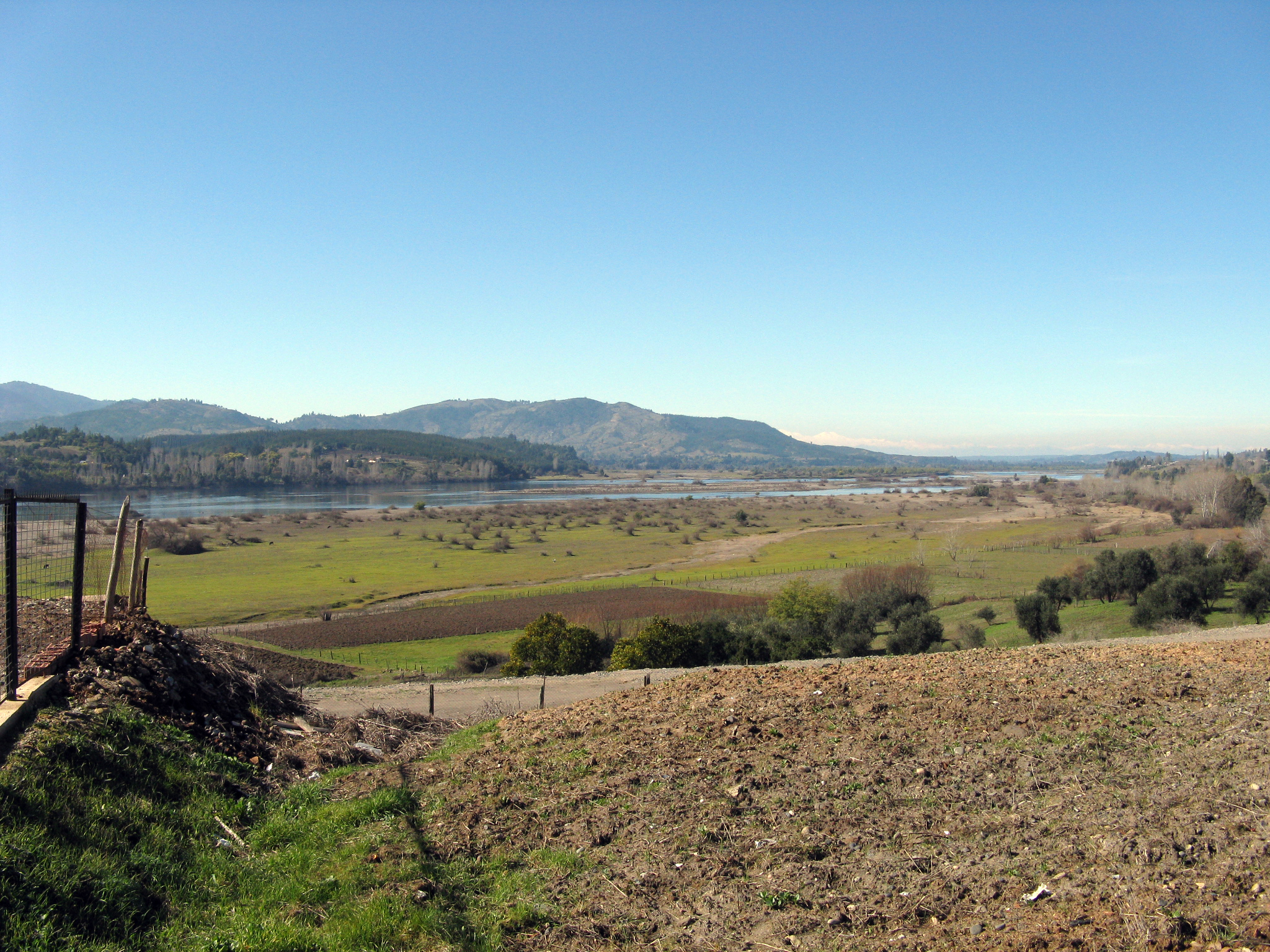
Río Itata

Río Itata este un râu situat în regiunea Biobío, Chile. 